# Aulnay-aux-Planches
Pour les articles homonymes, voir Aulnay et Planches.
Aulnay-aux-Planches est une ancienne commune française du département de la Marne en région Grand Est. C'est une commune associée du Val-des-Marais depuis 1977.

## Toponymie
Les mentions anciennes d'Aulnay-aux-Planches sont : Muidum, pour Alnidum 696, Aunayum 1146, Aunai 1152-1181, Alnetum 1200, Aunay ad Plancas 1208, Alnai, Aunoi v. 1222,  Alnetum ultra Planchas 1259, Alnetum as Planchas XIIIe siècle, Aunoy v. 1300, Aunayaum ad Plancas 1405, Alnetum ad Plancas 1542, Aulnay-aux-Planches 1602, Aulnay-au-Planche 1605, Aulnoy-aux-Planches 1633, Aulnez-aux-Planches 1659, Aunay-aux-Planches 1673, Aulnay-aux-Planches v. 1757.
Selon les linguistes, il s'agit d'une formation toponymique médiévale du type alnetum, composée du latin alnus « aulne », suivi du suffixe collectif -etum, (comprendre gallo-roman *AL[S]NETU, du bas latin alnetum attesté seulement au IXe siècle), d'où le sens global de « bois d'au[l]nes, au[l]naie »,. 
Remarque : la prédominance du terme latin alnus dans le domaine d’oïl s'explique par sa ressemblance avec le mot du vieux bas francique *alisa qui l'a influencé (d'où la plus ancienne attestation ausne vers 1200), alors qu'il n'a pas supplanté le terme vernaculaire vern, verne d'origine celtique (gaulois) dans le domaine d’oc.
Le déterminant Les Planches se réfère à un ancien écart d'Aulnay. Il est attesté sous les formes Planchiæ d'Aunoi vers 1252 ; Les Planches en 1366.

Les planches, dont une des définitions en français est « petits ponts de bois ou passerelles »,  pluriel de l'oïl planche « passerelle , petit pont fait de planches ». Ce que l'on appelle pompeusement des passerelles dans les textes, c'était en fait autrefois de simples planches (ou même une simple planche) de bois jetées en travers du ruisseau, ne pouvant servir que pour des piétons, accompagnés éventuellement d'une bête de somme. « Planche sur laquelle on passe un ruisseau ».[réf. nécessaire]

## Histoire
Les plus anciens documents font remonter le village dès le VIIe siècle. Celui-ci était initialement situé au bord du marais de Saint-Gond. Ce qui explique son origine. Les aulnes sont des arbres pionniers qui croissent dans les marais qu'ils assèchent progressivement. L'ancienneté est attesté par le vocable Saint-Fal de son église paroissiale, qui remonte à l'époque mérovingienne.
En 1789, Aulnay-aux-Planches faisait partie de l'élection de Châlons et était régi par la coutume de Vitry. L'église paroissiale de Saint Fal/Phal dépendait du diocèse de Châlons, doyenné de Vertus. C'est l'abbé de Saint-Sauveur qui nommait le curé d'Aulnay-aux-Planches.

## Politique et administration
| Période                                  | Période | Identité | Étiquette | Qualité |
| ---------------------------------------- | ------- | -------- | --------- | ------- |
|                                          |         |          |           |         |
| Les données manquantes sont à compléter. |         |          |           |         |

## Démographie
| 1793 | 1800 | 1806 | 1821 | 1831 | 1836 | 1841 | 1846 | 1911 |
| ---- | ---- | ---- | ---- | ---- | ---- | ---- | ---- | ---- |
| 108  | 133  | 146  | 137  | 167  | 70   | 165  | 160  | 135  |

| 1921 | 1926 | 1931 | 1936 | 1946 | 1954 | 1962 | 1968 | 1975 |
| ---- | ---- | ---- | ---- | ---- | ---- | ---- | ---- | ---- |
| 110  | 103  | 117  | 104  | 98   | 101  | 82   | 77   | 68   |

## culture locale et patrimoine
Église sous le vocable de Saint-Fal ou Saint-Phal du latin Fidolus. Il fut prisonnier de l'armée de Clovis, et vendu comme esclave et racheté par saint Aventin, alors évêque de Troyes qui le fait abbé. Il mourut au milieu du VIe siècle. Il est célébré le 16 mai.